# Orangina

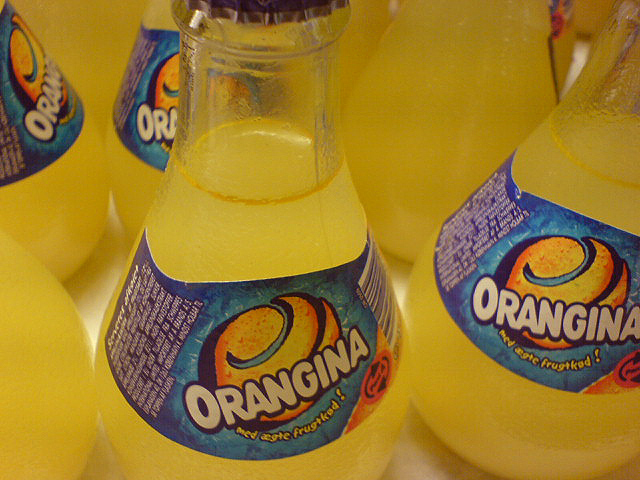
Flaskor med Orangina

Orangina är en läskedryck från Frankrike. Orangina har smak av citrusfrukter, främst apelsin men även fruktjuicekoncentrat från citron, grapefrukt och mandarin ingår i receptet. Läskens slogan är "Shake it to wake it" (engelska för "skaka så att den vaknar till") eftersom den innehåller fruktkött.
Orangina presenterades, som Naranjina, 1936 i Marseille av dess skapare, spanske kemisten Dr. Trigo. Han lanserade den sedan på den spanska marknaden. Léon Beton köpte konceptet och började tillverka Orangina i Algeriet som då var under franskt styre. Efter Algeriets självständighet flyttades produktionen till Frankrike 1962. 
Bretons företag uppgick 1984 i Pernod Ricard-gruppen och sedan dess har Orangina bytt ägare flera gånger. Sedan 2006 ägs varumärket Orangina i USA av Dr Pepper Snapple Group sedan Cadbury Schweppes sålt av sin amerikanska del. Orangina säljs av inhemska bolag i ett flertal länder, i Sverige av Spendrups.